# Archerfield
Archerfield är en del av en befolkad plats i Australien. Den ligger i kommunen Brisbane och delstaten Queensland, omkring 11 kilometer söder om delstatshuvudstaden Brisbane.
Runt Archerfield är det tätbefolkat, med 493 invånare per kvadratkilometer.. Närmaste större samhälle är Brisbane, omkring 11 kilometer norr om Archerfield. 
Runt Archerfield är det i huvudsak tätbebyggt. Genomsnittlig årsnederbörd är 1 424 millimeter. Den regnigaste månaden är januari, med i genomsnitt 275 mm nederbörd, och den torraste är oktober, med 21 mm nederbörd.